# 231 PLM 6172 à 6191

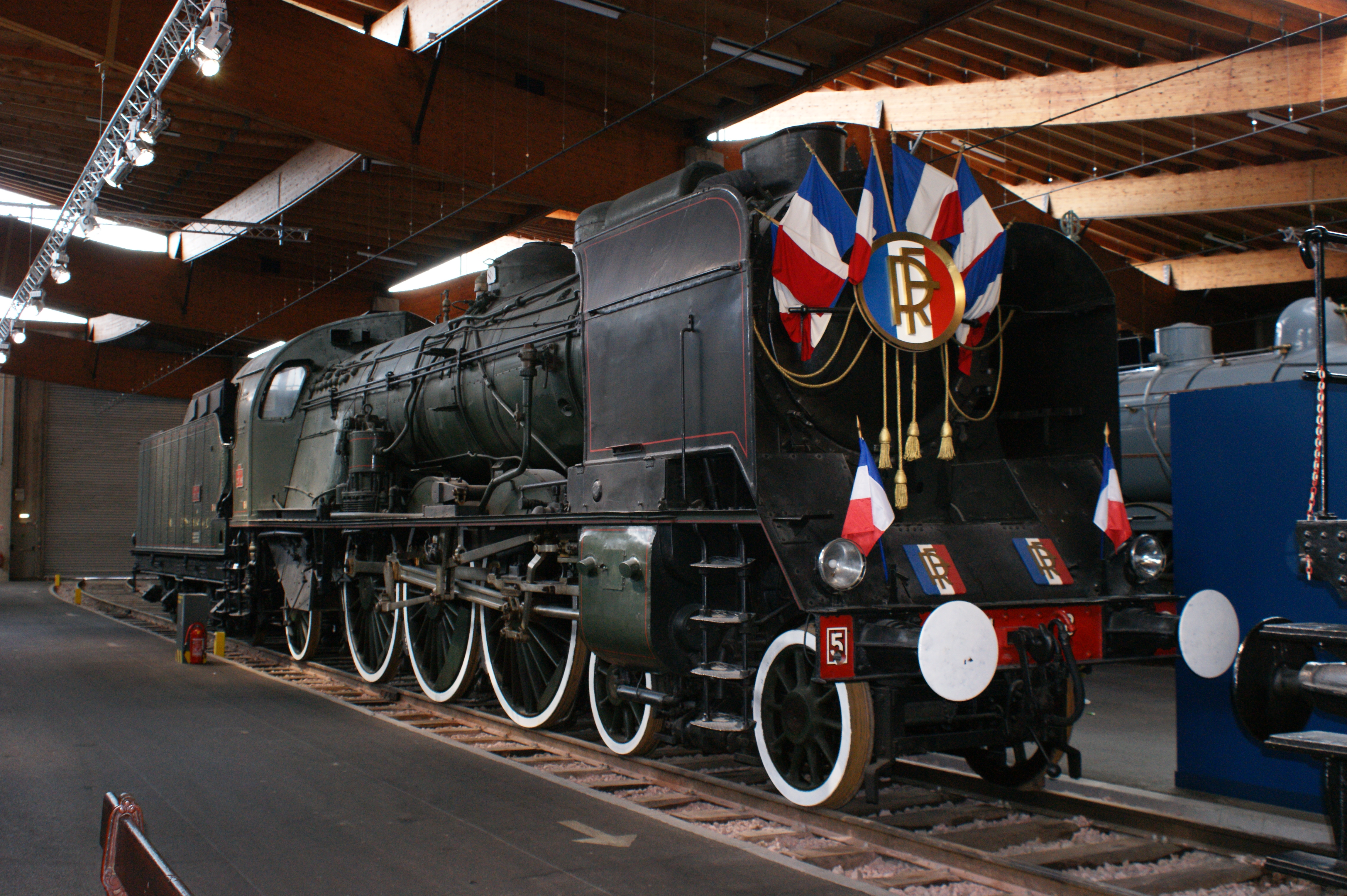
Locomotive 231 H 8 de la SNCF à la Cité du train de Mulhouse.

Les 231 PLM 6172 à 6191  sont des locomotives de vitesse de type 231 Pacific à simple expansion pour trains de voyageurs de la PLM. Elles deviennent 6051 à 6070 lors de leur transformation, puis en 1925 231 B 1 à 20.
Elles forment avec les autres Pacific de ce réseau la famille des Pacific PLM
En 1938, lors de la création de la SNCF, 12 unités deviennent   5 - 231 H 001 à 030 

## Histoire

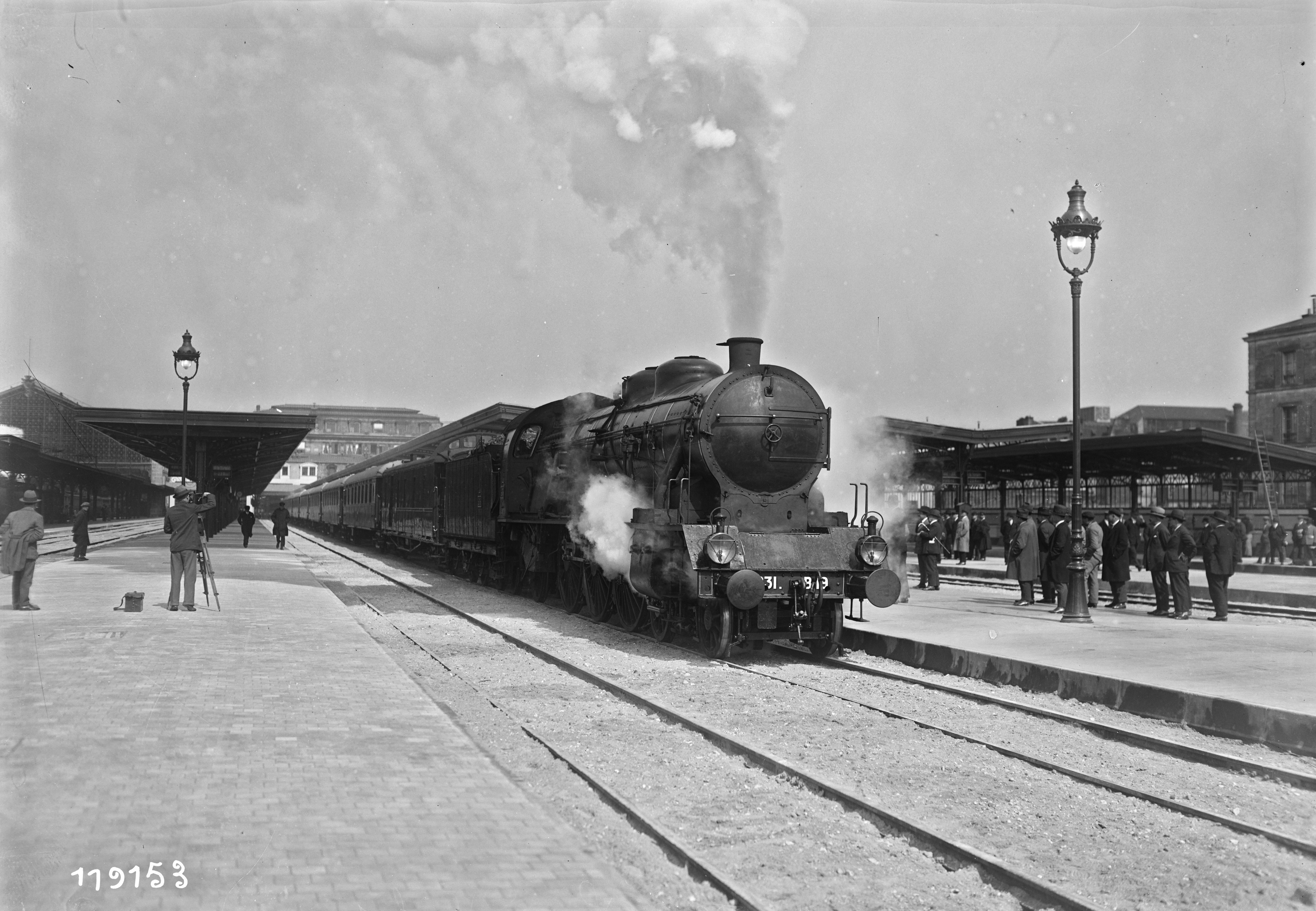
La 231B 19 en tête du Paris-Vichy, le 14/5/1927 en gare de Paris-Lyon.

Ces machines sont identiques à la série 6101 à 6171 livrée en 1911 et 1912. La seule différence à l'origine est le timbre de la chaudière porté à 14 kg
- no 6172 à 6191  Société de construction des Batignolles en 1913,

Entre 1917 et 1924, la série est transformée en locomotive compound et renumérotée 6051 à 6070

## Caractéristiques

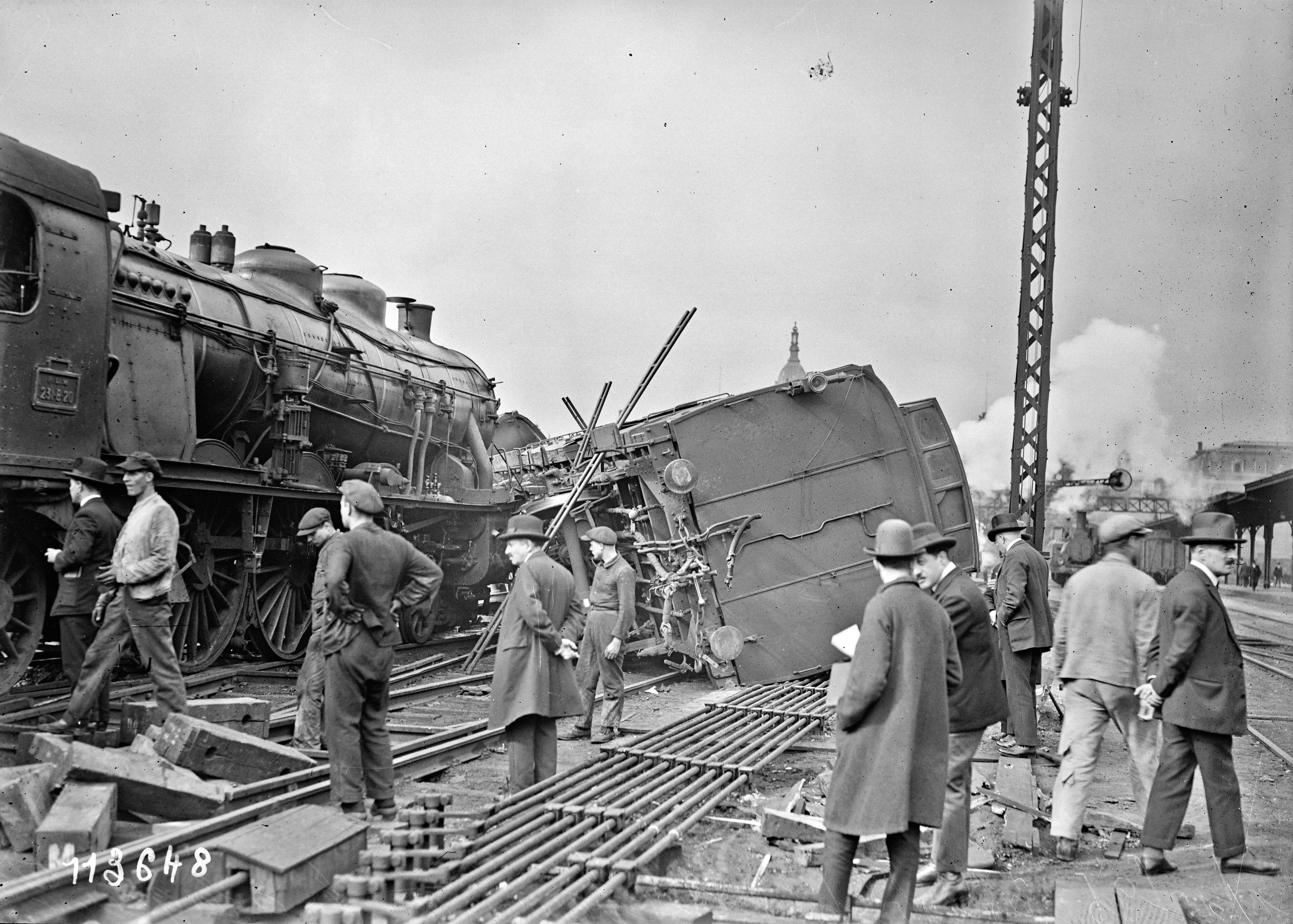
La locomotive 231B 20 accidentée le 12 octobre 1926 gare de Lyon.

- Pression de la chaudière : 14 bar (1,4 MPa)
- Surface de grille : 4,25 m2
- Surface de chauffe : 220,5 m2
- Diamètre et course des cylindres : 480 & 650 mm
- Diamètre des roues motrices : 2 000 mm
- Diamètre des roues du bogie : 1 000 mm
- Diamètre des roues du bissel : 1 360 mm
- Masse à vide : 80,6 t
- Masse en ordre de marche : 90,2 t
- Masse adhérente : 57,5 t
- Longueur hors tout :13,5 m